# Eroi dell'Olimpo
Eroi dell'Olimpo (The Heroes of Olympus) è una saga letteraria di genere mistery/fantasy scritta dallo statunitense Rick Riordan; è composta da 5 libri, pubblicati tra il 2010 e il 2014, basati prevalentemente sulla mitologia greca e romana, pur essendo ambientati negli Stati Uniti d'America contemporanei.

## Trama
La saga è il seguito della precedente saga di Percy Jackson e gli dei dell'Olimpo e narra le vicende di sette semidei: Annabeth (figlia di Atena), Percy (figlio di Poseidone), Jason (figlio di Giove), Piper (figlia di Afrodite), Leo (figlio di Efesto), Frank (figlio di Marte e discendente di Poseidone) e Hazel (figlia di Plutone). Insieme uniscono le forze e cercano di fermare il risveglio di Gea, divinità Personificazione della Terra.
La saga si basa su una profezia, conosciuta come la Seconda Grande Profezia dai Greci e come Profezia dei Sette dai Romani, rivelata da Rachel Elizabeth Dare, l'oracolo del Campo Mezzosangue, secondo cui sette semidei dovranno battersi contro la madre terra Gea:

## Personaggi

### Greci
- Perseus "Percy" Jackson: nato il 18 agosto, ha 17 anni ed è un semidio greco figlio di Poseidone e di una mortale con il dono della Vista, Sally Jackson. Ha i capelli neri spettinati e gli occhi verdi come il mare. Caratterialmente è un ragazzo molto dolce e simpatico, sebbene sia un po' ingenuo; farebbe qualsiasi cosa per salvare i suoi amici e le persone a cui tiene anche a costo di perdere la vita. Protagonista della prima serie Percy Jackson e gli dei dell'Olimpo, come figlio del dio del mare Percy ha il controllo sull'acqua (specialmente quella marina) e su qualsiasi altro liquido, la quale non lo può ferire in nessun modo: Percy non può annegare, non subisce la pressione idrostatica, non si può bagnare (a meno che non lo decida lui), e non si può far male cadendo in acqua anche da altezze di decine di metri. Controllando l'umidità nell'aria, ha la capacità minore di creare piccoli uragani e tempeste; può anche comunicare telepaticamente con i cavalli, essendo questi una creazione del padre. Inoltre, il contatto con l'acqua potenzia di molto le sue capacità rigenerative da semidio e lo rende più forte e veloce. Suo padre è anche il dio dei terremoti, e lui ha poteri sovrannaturali anche in questo campo. Oltre a ciò, quando Percy è in mare, sa esattamente le coordinate del luogo nel quale si trova. La sua arma è la spada di nome "Vortice" (in greco Anaklusmos) che si tramuta in una penna a sfera togliendo il cappuccio dalla punta della lama e che, se persa in battaglia, torna sempre automaticamente nella tasca di Percy. Se il cappuccio viene messo sul "retro" la si può usare come una penna comune.
- Annabeth Chase: nata il 12 luglio, ha 17 anni ed è una semidea greca figlia di Atena e Frederick Chase. È una ragazza dai boccoli biondi e gli occhi di una curiosa sfumatura di grigio, come nuvole temporalesche. Molto intelligente, strategica, sveglia e astuta, è una maestra nel combattimento e per questo temuta da molti al Campo Mezzosangue. Nonostante sembri non avere nessun potere effettivo, la sua astuzia e la sua vasta conoscenza salvano spesso la situazione, soprattutto quando è necessario aggirare nemici troppo potenti per essere battuti con la forza fisica. La sua maggior paura sono i ragni, a causa della punizione che la madre Atena inflisse ad Aracne trasformandola in un ragno, e i ciclopi, perché fu proprio un ciclope a far ritardare il suo arrivo al campo Mezzosangue portando alla morte Talia Grace. La sua arma preferita è un pugnale che le è stato regalato da Luke Castellan quando aveva sette anni, perso poi durante la caduta nel Tartaro. Proprio nel Tartaro riceverà in dono dal gigante Damaseno una spada di osso di drago.
- Piper McLean: ha 16 anni ed è una semidea greca figlia di Afrodite e del mortale Tristan McLean, star del cinema internazionale. Di origine cherokee, ha i capelli color cioccolato, che tiene spesso legati in una treccia decorata con delle piume colorate, e occhi caleidoscopici a volte tendenti al blu, altre al verde o al nocciola. È dotata del potere della lingua ammaliatrice (charmspeak in inglese), ovvero ha la capacità di indurre le persone o gli animali (ed in rari casi anche le cose) a fare quello che dice. L'efficacia di questa capacità dipende da quanto potere riesce a infondere nelle sue parole e da quanto è forte la sua volontà nella pratica. Nonostante ciò, all'inizio si sentirà inutile, pensando di avere un potere di poco conto; in seguito imparerà il suo corretto utilizzo, rendendolo di gran lunga più utile, fino a renderlo così potente da ridare la vita a Jason. A differenza degli altri figli di Afrodite, Piper ha un'indole combattiva, che dimostrerà ribellandosi a Drew Tanaka, la scorbutica responsabile della cabina di Afrodite. È la fidanzata di Jason Grace.
- Leo Valdez: nato il 7º luglio, ha 16 anni ed è un semidio greco figlio di Efesto e della mortale Esperanza Valdez. È un ragazzo magrolino, con i capelli ricci e neri, gli occhi castani e uno sguardo pestifero. Può controllare il fuoco, possiede una cintura degli attrezzi da cui può estrarre qualunque utensile ed è in grado di costruire praticamente qualunque cosa. È il migliore amico di Jason e prende facilmente cotte per ragazze carine (come Talia Grace, Hazel Levesque e la dea della neve Chione). Pronipote della "ex-fiamma" di Hazel, Sammy Valdez, ha il compito di proteggerla. Questo peggiorerà il rapporto d'amicizia creato tra lui e Frank. Ha un gran senso dell'umorismo e tiene spesso alto il morale del gruppo con le sue battute. In realtà questo atteggiamento è solo il suo modo di difendersi dagli altri e per nascondere la malinconia causata dal senso di solitudine, dovuto alla morte della madre quando lui era ancora piccolo, e per la quale si sente responsabile. In seguito, sembra trovare il vero amore in Calipso, figlia di Atlante bloccata sull'Isola di Ogigia, da lei cui riuscirà a scappare proprio grazie al suo aiuto.
- Nico Di Angelo: Semidio greco figlio di Ade e della mortale di origine italiana Maria Di Angelo. Ha i capelli neri, la carnagione olivastra e gli occhi neri come ossidiana. Nato il 28 gennaio 1932, ha più di 70 anni, ma dimostra l'età di un ragazzino avendo trascorso gran parte della sua vita presso il magico "Casinó Lotus". È molto potente ed è in grado di viaggiare nell'ombra e di evocare i morti dall'Ade. Compare per la prima volta nel terzo libro della saga Percy Jackson e gli dei dell'Olimpo insieme a sua sorella Bianca. Prima di partire per un'impresa nella quale ci sarebbero stati sia Bianca che Percy, quest'ultimo promise a Nico che si sarebbe preso cura di sua sorella ma, durante la missione, la ragazza morì. Terminata la spedizione, il povero Nico scoprì quanto accaduto e, arrabbiato con Percy, scappa dal Campo Mezzosangue; in seguito ricompare in un sogno di Percy, mentre cerca di contattare lo spirito di Bianca. Cadrà volontariamente nel Tartaro per trovare le Porte della Morte e successivamente sarà imprigionato dai due giganti gemelli, Efialte e Oto, in una giara di bronzo, sopravvivendo a stento grazie a semi di melograno magici. A salvarlo ci saranno Percy, Jason e Piper. Si unisce ai Sette nel terzo libro per mantenere la promessa fatta a Percy di portare i semidei nella Casa di Ade. Dopo aver chiuso le Porte della Morte, Nico porterà l'Athena Partenos, insieme a Reyna e al coach Hedge, al Campo Mezzosangue viaggiando nell'ombra. Nel quarto libro della serie rivela la propria omosessualità, svelando la sua relazione con Will Solace, un figlio di Apollo. Inoltre, a un certo punto rivela a Percy di aver avuto una cotta per lui, poi successivamente superata.
- Will Solace: ha 16 anni ed è un semidio greco figlio di Apollo e della mortale Naomi Solace. È un ragazzo dai capelli biondi e gli occhi azzurri e ha un carattere principalmente solare. Ha una relazione con Nico Di Angelo, come rivelato in seguito ne Le sfide di Apollo. È il capogruppo della cabina di Apollo ed è anche il medico principale del Campo Mezzosangue.

### Romani
- Jason Grace: ha 16 anni ed è nato il 1º luglio, giorno sacro a Giunone.  Semidio romano, è figlio di Giove e della mortale Beryl Grace. Viene descritto come il tipico bel ragazzo americano: alto, virile, con occhi color ghiaccio e i capelli biondi tagliati corti. Ha una piccola cicatrice sul labbro che si è procurato da piccolo cercando di mangiare una spillatrice. È il fratello minore di Talia, scomparso all'età di due anni quando la madre, sotto ordine della regina Era, lo fece consegnare a Lupa, la madre di tutti i lupi, che l'avrebbe guidato nel suo cammino da semidio romano. Dopo l'addestramento impartitogli, entrò al Campo Giove, dove venne affidato alla Quinta Coorte e, dopo qualche tempo, divenne pretore assieme a Reyna. All'età di 15 anni gli viene cancellata le memoria e viene teletrasportato da Era su un pullman dove incontrerà Piper McLean e Leo Valdez, per compiere una grande impresa e sconfiggere la Madre Terra Gea. Ha il potere di controllare le correnti d'aria per volare ed evocare fulmini dal cielo. Inizialmente come arma usava una moneta magica, in grado di trasformarsi in una spada d'oro imperiale nel caso esca "testa" da un suo lancio e in una lancia dello stesso materiale con "croce". Purtroppo la perde durante uno scontro con uno dei giganti (Encelado) e usa successivamente un gladio donatogli da Era. È il migliore amico di Leo ed è fidanzato con Piper.
- Hazel Levesque: semidea romana figlia di Plutone, nasce nel 1928, ma muore nel 1942. Viene poi riportata in vita da Nico Di Angelo (suo fratello per parte greca, figlio di Ade). È la più piccola del gruppo, nel primo libro ha 13 anni. Ha i capelli ricci castani, la carnagione color cioccolato e gli occhi ambrati, come d'oro a 24 carati. Nel corso dei libri sviluppa una relazione con Frank, che va a gonfie vele finché non incontra Leo, credendolo convintamente essere il suo ex ragazzo, Sammy Valdez. Si scopre che quest'ultimo è il bisnonno di Leo e che, prima di morire, Sammy gli ha dato il compito di proteggere Hazel. I due sono per questo parecchio in imbarazzo, poiché sentono una certa attrazione l'uno verso l'altra, ma dopo che Leo si innamora di Calipso diventano amici. Hazel può controllare e rintracciare ogni tipo di materiale prezioso (come metalli e pietre preziose, sia in forma grezza che lavorata); tuttavia le ricchezze che evoca sono maledette, e chi le tocca per appropriarsene ne subirà le conseguenze. Inoltre, ha un perfetto orientamento sottoterra, dove può percepire gallerie e passaggi, oltre alla costituzione ed altre proprietà del terreno, e nel quarto libro impara a controllare la Foschia. La sua resurrezione dal regno dei morti ha avuto effetti collaterali sui suoi ricordi, causandole a volte flashback della sua vita passata. Dopo la sua impresa con Percy e Frank, sembra superare questo problema, anche se successivamente sarà capace di rievocare a comando un flashback, e a mostrarlo ad un'altra persona (ad esempio Leo, anche se prima era riuscita a farlo anche con Frank).
- Frank Zhang: ha 16 anni ed è un semidio romano figlio di Marte e discendente di Poseidone, con il potere di trasformarsi in qualunque animale a suo piacimento. All'inizio è descritto come un ragazzone un po' goffo e sovrappeso ma, dopo aver ricevuto la benedizione di suo padre, diventa più alto, più muscoloso, più sicuro di sé. Ha i capelli corti e scuri e gli occhi neri a mandorla e combatte con arco e frecce. La sua vita dipende da un pezzo di legno: se il legno brucia, lui muore. È il ragazzo di Hazel, geloso del rapporto tra lei e Leo, anche se dopo il ritorno dall'isola di Calipso diverranno buoni amici. Sebbene a volte un po' ingenuo, come figlio di Marte è un ottimo guerriero e condottiero. Poiché i morti in guerra appartenenti alla parte sconfitta hanno un debito con Marte, come suo figlio può impartirgli ordini come suoi soldati, tuttavia non ha il potere di evocare tali anime come i figli di Ade. Una volta saldato il loro debito, le anime sono libere di tornare negli Inferi. Nel corso del secondo libro, dopo essere stato riconosciuto da Marte come suo figlio, a Frank viene donata una lancia da quest'ultimo. La lancia in questione ha un dente di drago sulla punta e se viene piantata nel terreno vi nasce un guerriero grigio che ascolta gli ordini di chi l'ha evocato. L'unica pecca è che tale arma poteva essere utilizzata solo tre volte, quindi in seguito non si fa più accenno ad essa.
- Reyna Avila Ramirez-Arellano: È una semidea romana figlia di Bellona, pretore del Campo Giove. È slanciata e dalla carnagione scura e ha capelli e occhi neri. Lei e sua sorella maggiore Hylla nacquero e vissero i loro primi anni a San Juan, in Porto Rico. Entrambe erano al servizio di Circe presso la sua S.P.A., finché Percy Jackson e Annabeth Chase non distrussero l'intera struttura ne Il Mare dei Mostri. Dopo l'attacco e la liberazione dei pirati tenuti prigionieri da Circe, Reyna e Hylla riuscirono a scappare solo grazie alla loro abilità nell'utilizzare armi, essendo entrambe figlie di Bellona. Successivamente le due sorelle si separarono: Hylla si unì alle Amazzoni e ne divenne il capo, mentre Reyna raggiunse il Campo Giove, diventandone alcuni anni dopo pretore, assieme a Jason Grace. Inizialmente si innamora di Jason, ma quando lui scompare per colpa di Giunone e ritorna assieme a Piper, capisce che lui non potrà mai ricambiare i suoi sentimenti. Quando Percy arriva al Campo Giove, sembra avere una cotta per lui, ma viene scoraggiata da Percy stesso che le rivela di essere alla ricerca della sua ragazza, Annabeth. Come ogni residente del Campo Giove, Reyna ha un tatuaggio con il simbolo di sua madre, Bellona, con sotto quattro linee che indicano gli anni passati al campo. Il tatuaggio le conferisce il potere di trasferire momentaneamente la propria forza ad altre persone, o anche ad interi eserciti, abilità molto utile in battaglia. Esortata da Annabeth Chase con una lettera dal Tartaro, nel quarto libro lascia la Dodicesima Legione Fulminata, infrangendo le leggi, per andare a prendere l'Athena Parthenos, precedentemente recuperata da Annabeth a Roma, e in seguito parte con Nico di Angelo e il coach Gleeson Hedge per riportare la statua sulla collina del Campo Mezzosangue, per sanare il dissidio fra Greci e Romani.

### Personaggi secondari
- Le amazzoni: sono un gruppo di ragazze combattenti che daranno un grande aiuto al gruppo dei Sette in numerose occasioni. Possono essere paragonate alle Cacciatrici di Artemide, con la differenza che non sono immortali e non rifiutano la compagnia degli uomini. Sono le direttrici segrete della compagnia Amazon e sono guidate da Hylla Ramírez-Arellano, sorella maggiore di Reyna.
- Coach Gleeson Hedge: presente per buona parte dei libri, è un satiro di mezza età sempre pronto a combattere con la sua mazza da baseball. Si è sposato con uno spirito dell'aria, Mellie, dalla la quale avrà un piccolo satiro di nome Chuck alla fine de Il Sangue dell’Olimpo. Mellie riesce a dare alla luce Chuck grazie all'aiuto di Will Solace, figlio di Apollo, il quale non si è mai ripreso dal trauma di aver assistito al parto. Ha un temperamento forte e uno spirito combattivo, un po' lunatico ma pronto a difendere i suoi amici in caso di bisogno.

### Antagonisti
- Titani: una razza di Immortali che aveva governato sull'universo prima dell'ascesa degli Olimpi. Dopo che Crono viene sconfitto, essi si ritrovano al servizio della Madre Terra, Gea.
- Gea: la Madre Terra, irata con gli dèi per avere ucciso i suoi figli minori, i Titani. Viene costretta a tenere la sua forma immateriale dallo scontro con una palla d'oro imperiale per sbaglio lanciatale dai Romani. Dalla sua unione con Tartaro crea i Giganti.
- Ottaviano: semidio legato discendente di Apollo, augure del Campo Giove; vuole muovere guerra contro i semidei greci.
- Giganti: sono la quarta serie di figli di Gea e sono tornati per vendicare i Titani. Sono di gran lunga più alti dei Titani e possono essere distrutti solo se un dio e un mezzosangue collaborano. Ogni gigante è stato creato per sostituire un dio ed è esattamente l'opposto di quest'ultimo.
- Tartaro: entità primordiale che può inglobare in sé ogni cosa che colpisce, ha una faccia a spirale e una grandezza impressionante; cercando di fermare Annabeth e Percy viene ostacolato da un gigante e un Titano che poi annienta e probabilmente assorbe.
- Mostri: Vari tipi di creature bestiali che si susseguono nelle diverse saghe, possono essere distrutti da oro imperiale, bronzo celeste, ferro dello Stige e forse anche dal ghiaccio delle spade dei Boreadi e dalle ossa di drago appuntite.
- Chione: dea della neve figlia di Borea. È considerata una divinità di serie B e tradisce gli dèi per collaborare con la Madre Terra (Gea).

## Libri
- Eroi dell'Olimpo: l'eroe perduto (2010)
- Eroi dell'Olimpo: il figlio di Nettuno (2011)
- Eroi dell'Olimpo: il marchio di Atena (2012)
- Eroi dell'Olimpo: la casa di Ade (2013)
- Eroi dell'Olimpo: il sangue dell'Olimpo (2014)

## Sequel
La saga è stata seguita da un'altra, Le sfide di Apollo (The trials of Apollo), saga conclusiva delle avventure del personaggio di Percy Jackson. Il primo libro, L'oracolo nascosto (The Hidden Oracle), è stato pubblicato negli Stati Uniti il 3 maggio 2016, mentre in Italia è stato pubblicato il 28 giugno. In questa nuova serie il protagonista non è più un semidio, bensì un dio: il dio del sole, Apollo, viene punito da suo padre Zeus e per questo sarà costretto a vagare sulla terra senza più i suoi poteri divini, ma sotto forma di un sedicenne, Lester Papadopoulos, dai doni simili, quando non inferiori, a quelli dei semidei suoi figli.